# Bandabou
Bandabou of Band'abou is in de volksmond een regio-aanduiding voor het westelijk deel van het eiland Curaçao, dat strekt vanaf Grote Berg tot Westpunt. De naam betekent letterlijk de benedenkant (=beneden de wind).
Bandabou bestaat uit een uitgestrekt heuvelachtig gebied met een ruig en karakteristiek landschap. De noordkust, waar de zee voortdurend tegen de rotsen beukt, is steil, ruw en ontoegankelijk. Aan de zuidkust liggen de koraalriffen en een aantal in het kalkkoraal uitgesleten baaien en stranden. Centraal in Bandabou ligt de Sint-Christoffelberg, het hoogste punt van Curaçao.

## Historie
Curaçao werd in 1925 herverdeeld in drie districten. Het stadsdistrict Willemstad was aanvankelijk beperkt tot de hoofdstad Willemstad en werd in 1930 fors uitgebreid met de omringende woonkernen. Daarnaast zijn er twee buitendistricten: Bandabou en Bandariba.

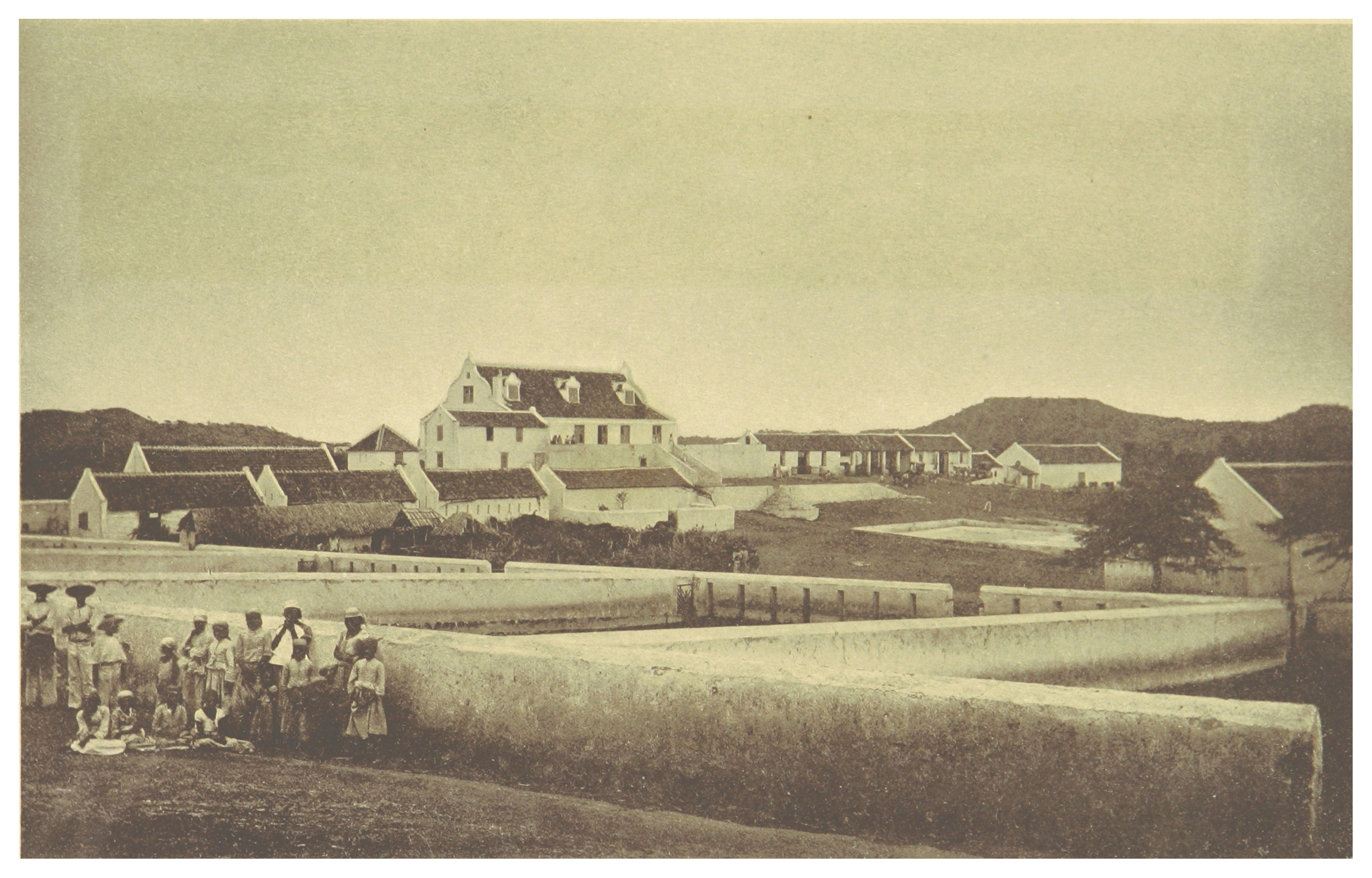
Plantage Savonet (1887)

In de 17de en 18de eeuw waren in Bandabou de meeste en de grootste plantages gevestigd. Deze plantages waren de eerste woonkernen in het gebied. Na manumissie en de afschaffing van de slavernij ontstonden vanuit de plantages dorpen of buurten waar ex-slaven woonden en waar zij voor een deel de Afrikaanse culturele tradities wisten voort te zetten. Barber groeide uit tot het hoofddorp van Bandabou. Terwijl de ontwikkelingen zich in het stadsdistrict Willemstad concentreerden, bleef het buitendistrict lange tijd nagenoeg geïsoleerd vanwege de afstand en de slechte verbindingen. Hierdoor is de regio in vergelijking tot de rest van het eiland dunbevolkt en is de bebouwing zeer verspreid.
Door de aanleg van wegen naar Punda en aansluiting op de centrale netwerken voor elektra, water en telecommunicatie vanaf het midden van de 20ste eeuw groeide Bandabou geleidelijk uit tot een belangrijke toeristische trekpleister. Naast landschap, landhuizen, dorpen en stranden is de regio vooral bekend om haar cultureel erfgoed, zoals haar oogstfeest en  carnavalviering. In 2010 werd het plantagesysteem West-Curaçao voorgedragen als kandidaat voor de werelderfgoedlijst in het Koninkrijk der Nederlanden.

## Plaatsen
| District Bandabou      | District Bandabou | District Bandabou |
| Plaats                 | Inwoners (2011)   |                   |
| ---------------------- | ----------------- | ----------------- |
| Sint-Michiel           | 5.732             |                   |
| Souax                  | 5.114             |                   |
| Tera Corá / Grote Berg | 4.388             |                   |
| Barber                 | 2.412             |                   |
| Soto                   | 2.233             |                   |
| Leliënberg             | 1.101             |                   |
| Westpunt               | 738               |                   |
| Flip                   | 601               |                   |
| Sint Willibrordus      | 588               |                   |
| Pannekoek              | 365               |                   |
| Lagun                  | 321               |                   |
| Tera Pretu             | 271               |                   |
| Wacao                  | 107               |                   |
| Hato                   | 45                |                   |
| Christoffel            | 40                |                   |
| Totaal                 | 24.056            |                   |

## Baaien en stranden
- Daaibooibaai
- Grote Knip
- Playa Fòrti
- Playa Gipy
- Playa Porto Marie
- Playa Jeremi
- Playa Kalki
- Playa Kas Abao
- Playa Lagun
- Playa Pabou
- Playa Santa Cruz

## Bezienswaardigheden
- Nationaal park Christoffelpark
- Nationaal park Shete Boka
- Sint-Christoffelberg
- Watamula
- Openluchtmuseum Kas di Pal'i Maishi
- Landhuizen: Groot en Klein Santa Martha, Knip, Pannekoek, San Nicholas, Santa Cruz en Savonet

## Afbeeldingen

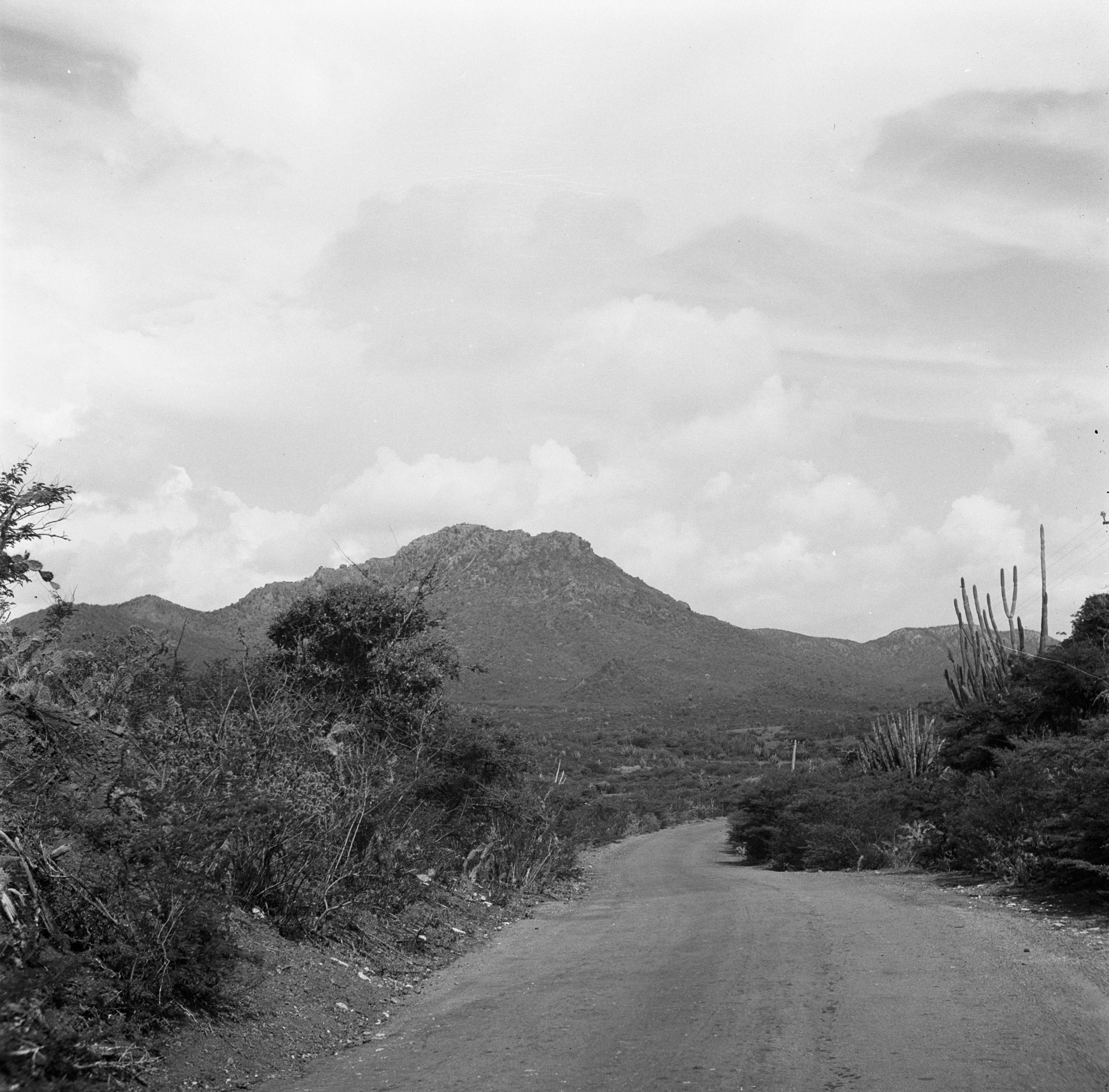
Weg in Bandabou (1947)
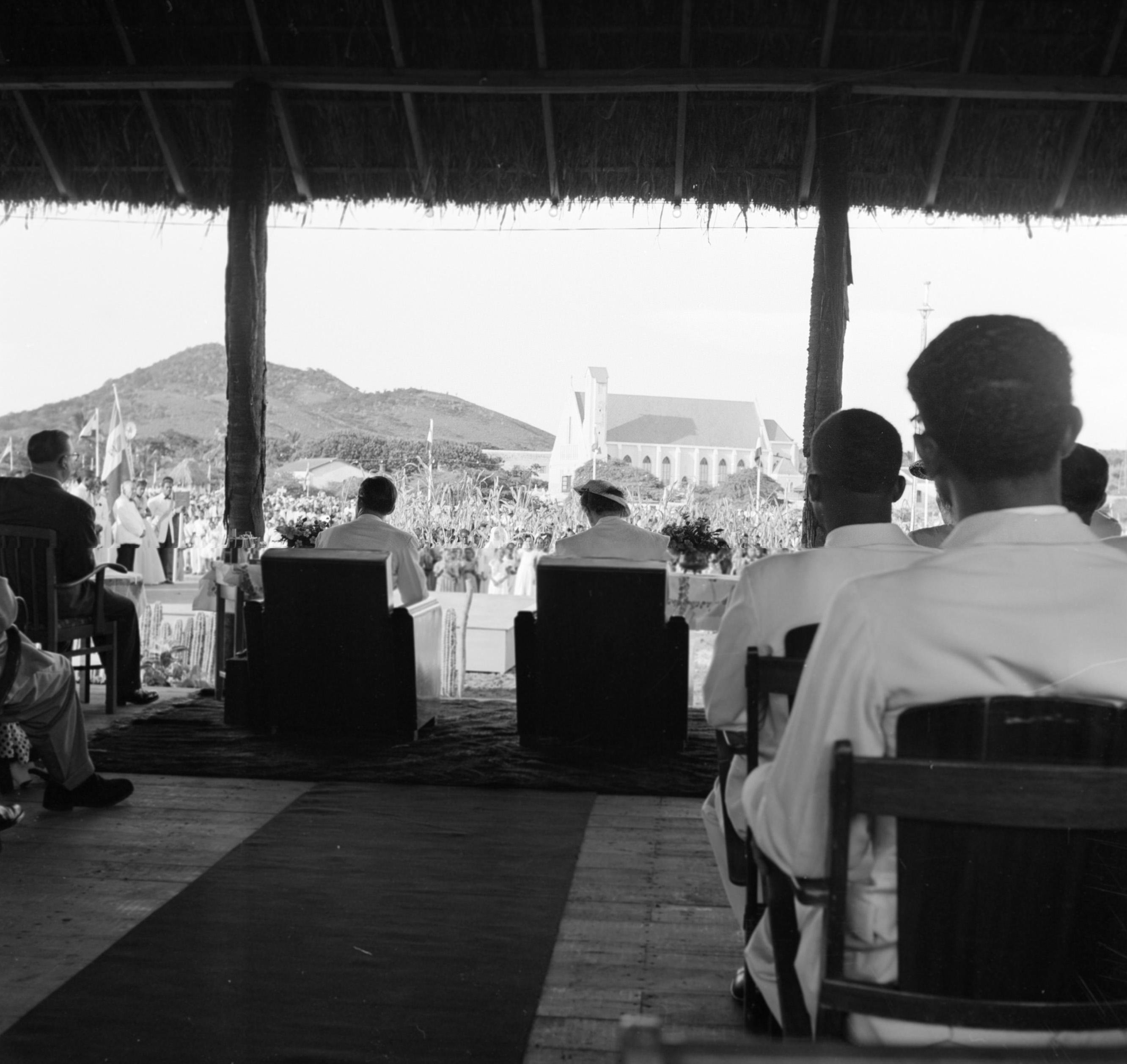
Bezoek van het koninklijk paar aan Barber (1955)
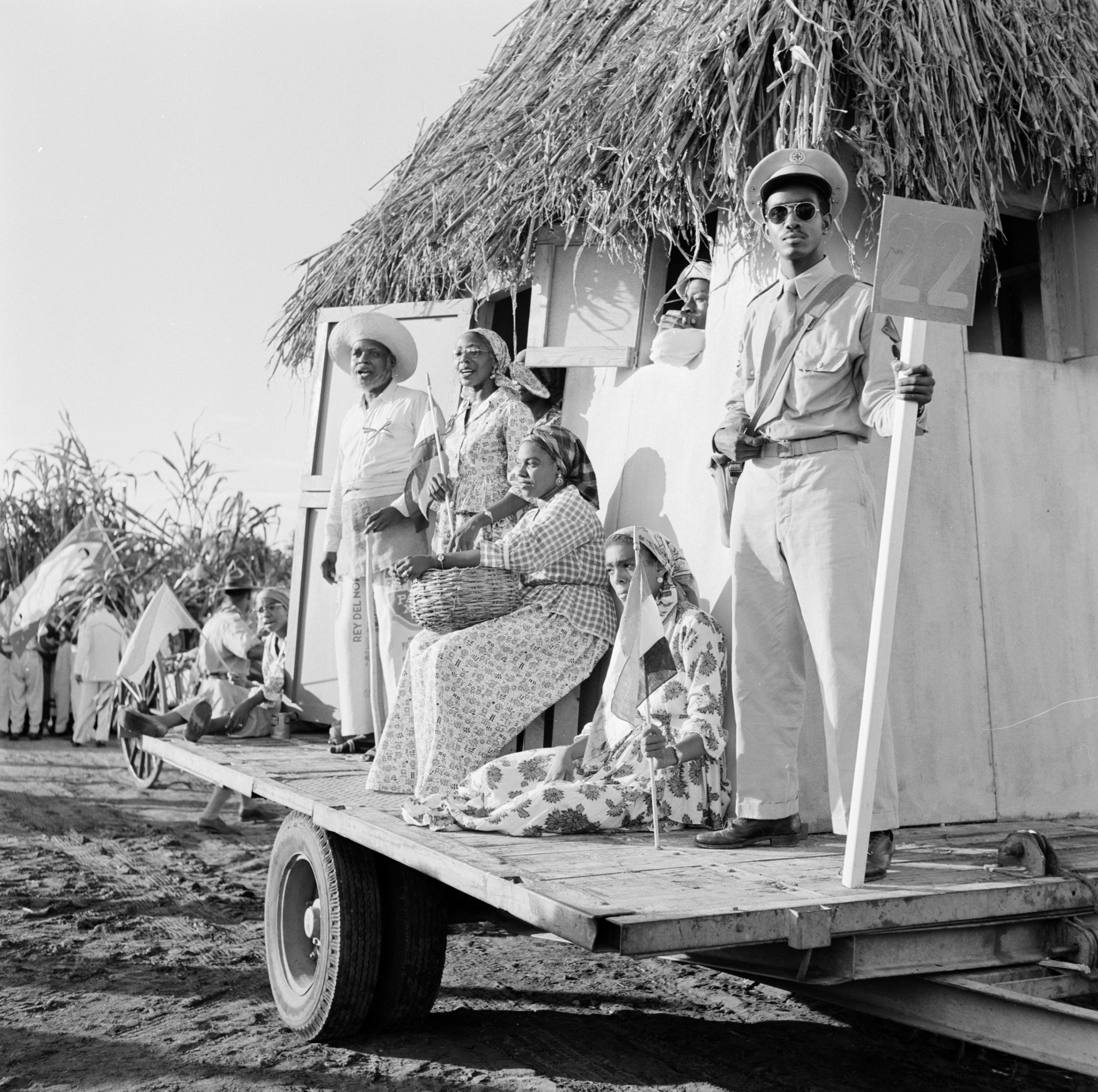
Folklore in Barber
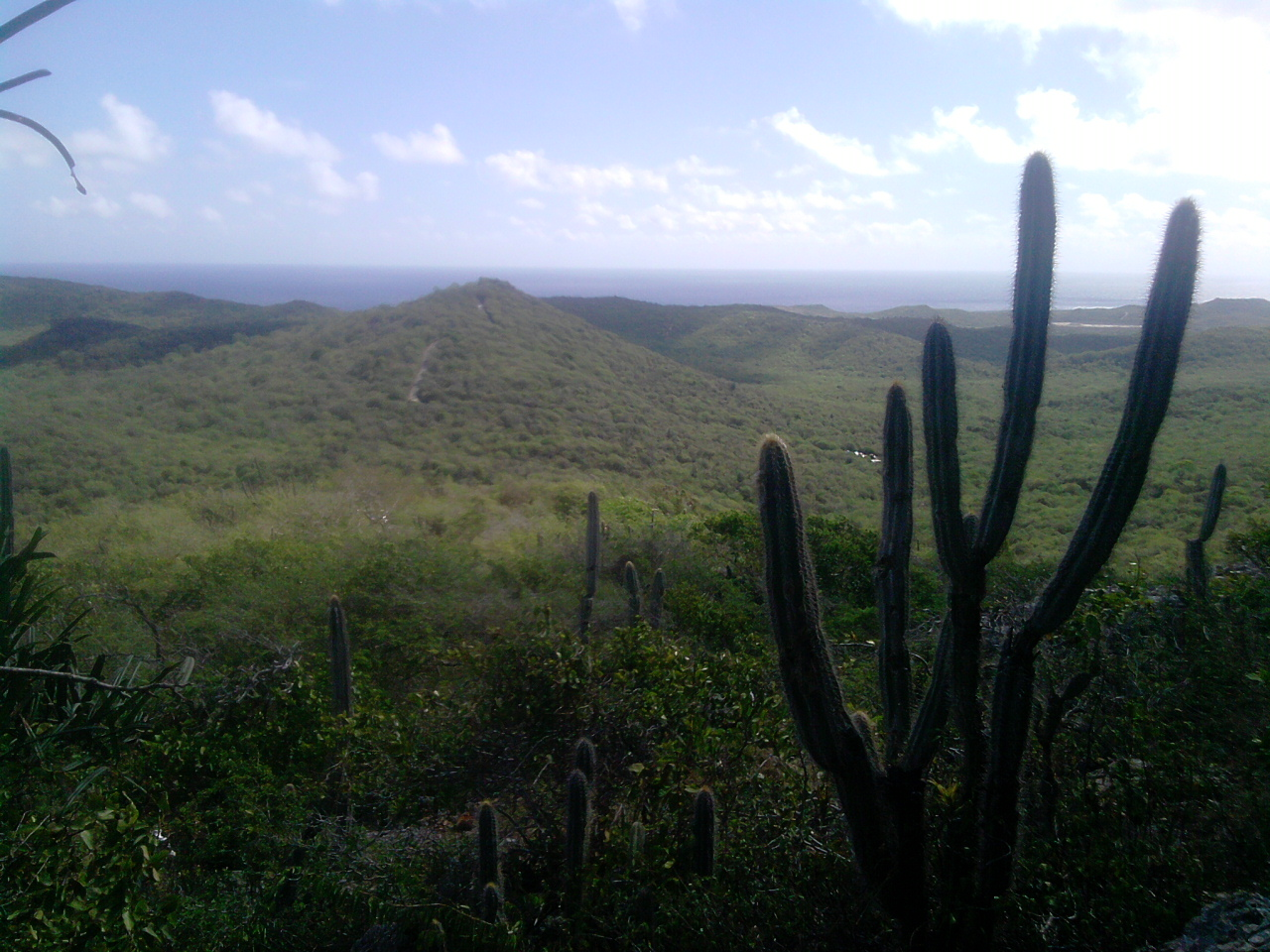
Uitzicht op Bandabou vanaf de Sint-Christoffelberg
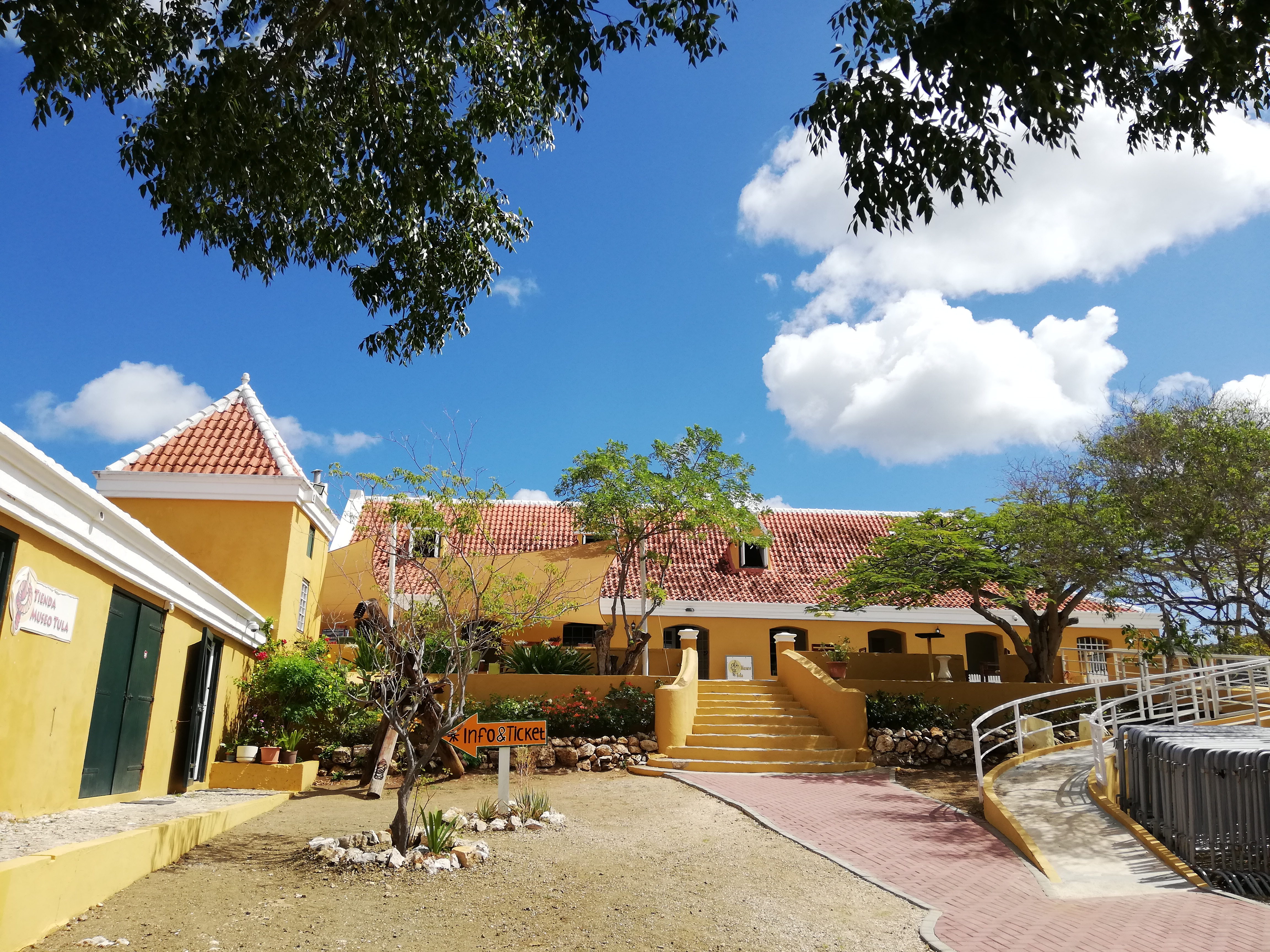
Landhuis Knip, waarin is gehuisvest het Tula Museum
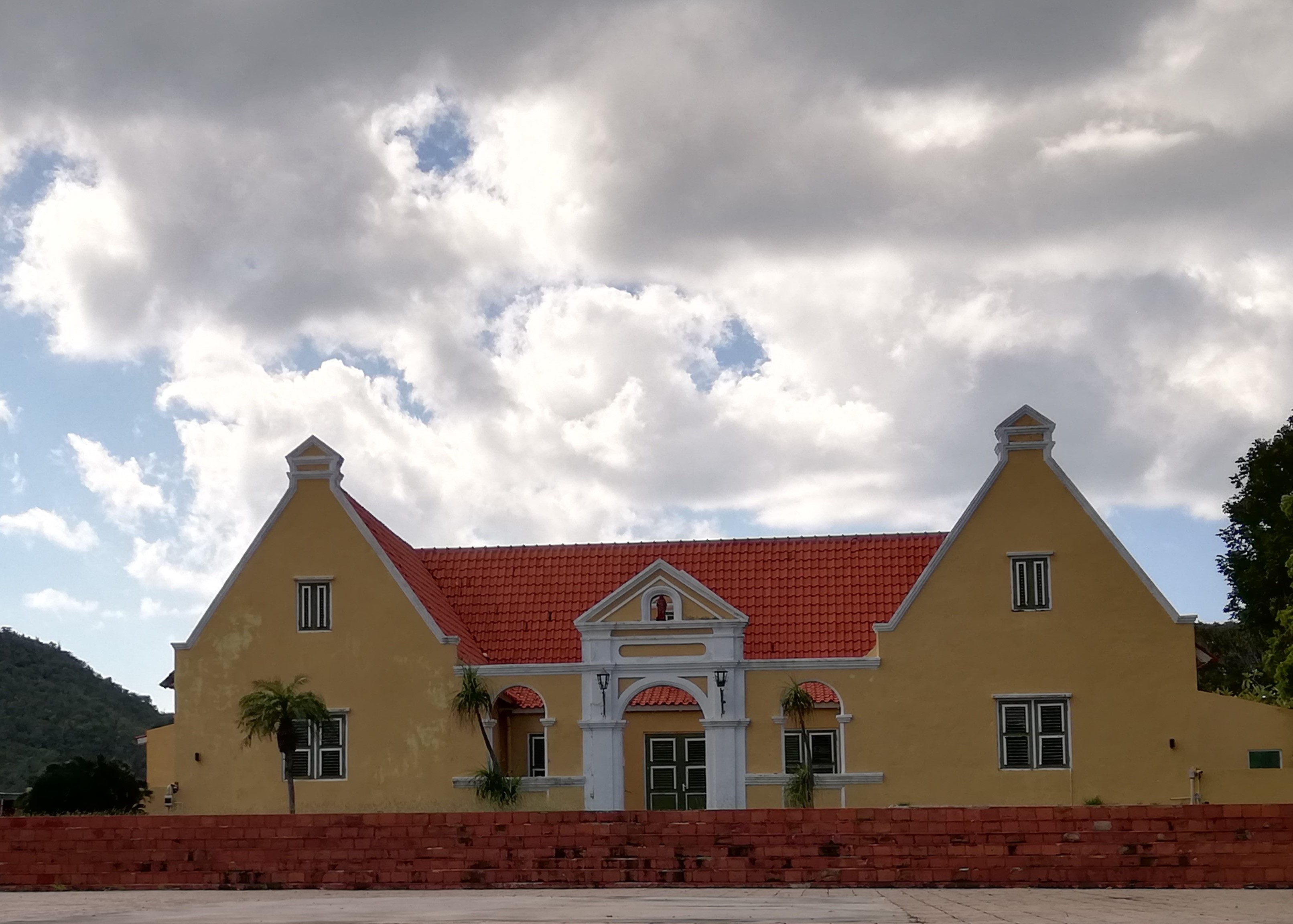
Landhuis Groot Santa Martha
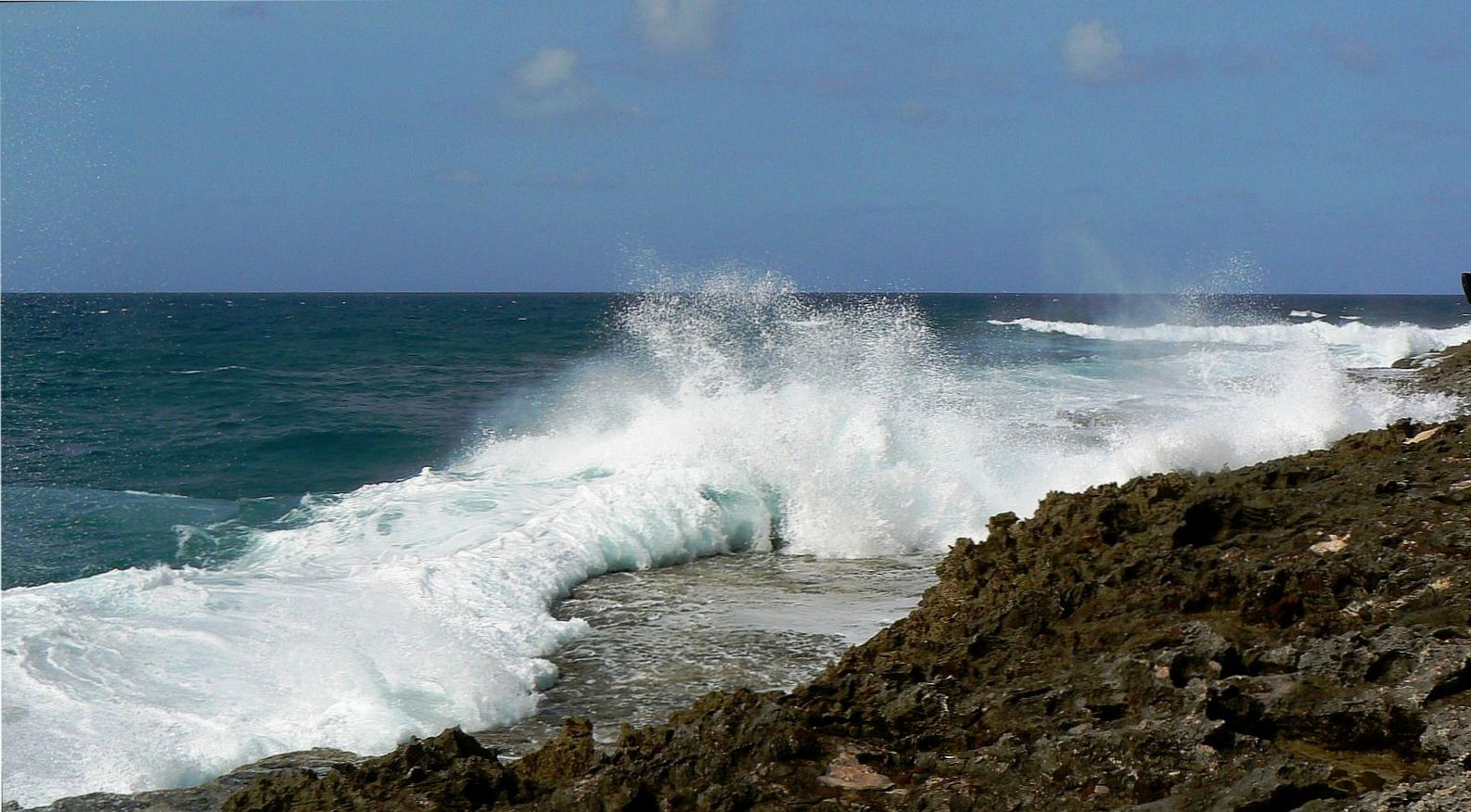
Noordkust nabij Westpunt